# Babbie, Alabama
Babbie là một thị trấn thuộc quận Covington, tiểu bang Alabama, Hoa Kỳ. Dân số năm 2009 là 624 người, mật độ đạt 21 người/km².